# Ochetorhynchus phoenicurus
La bandurrita patagona (Ochetorhynchus phoenicurus), también denominada bandurrita patagónica, bandurrita o bandurrilla de cola negra, bandurrita o bandurrilla turca, o patagón, es una especie de ave paseriforme perteneciente al género Ochetorhynchus de la familia Furnariidae, situada tradicionalmente en el género Eremobius. Es nativa de las estepas patagónicas del sur de Argentina y extremo sureste de Chile.

## Distribución y hábitat

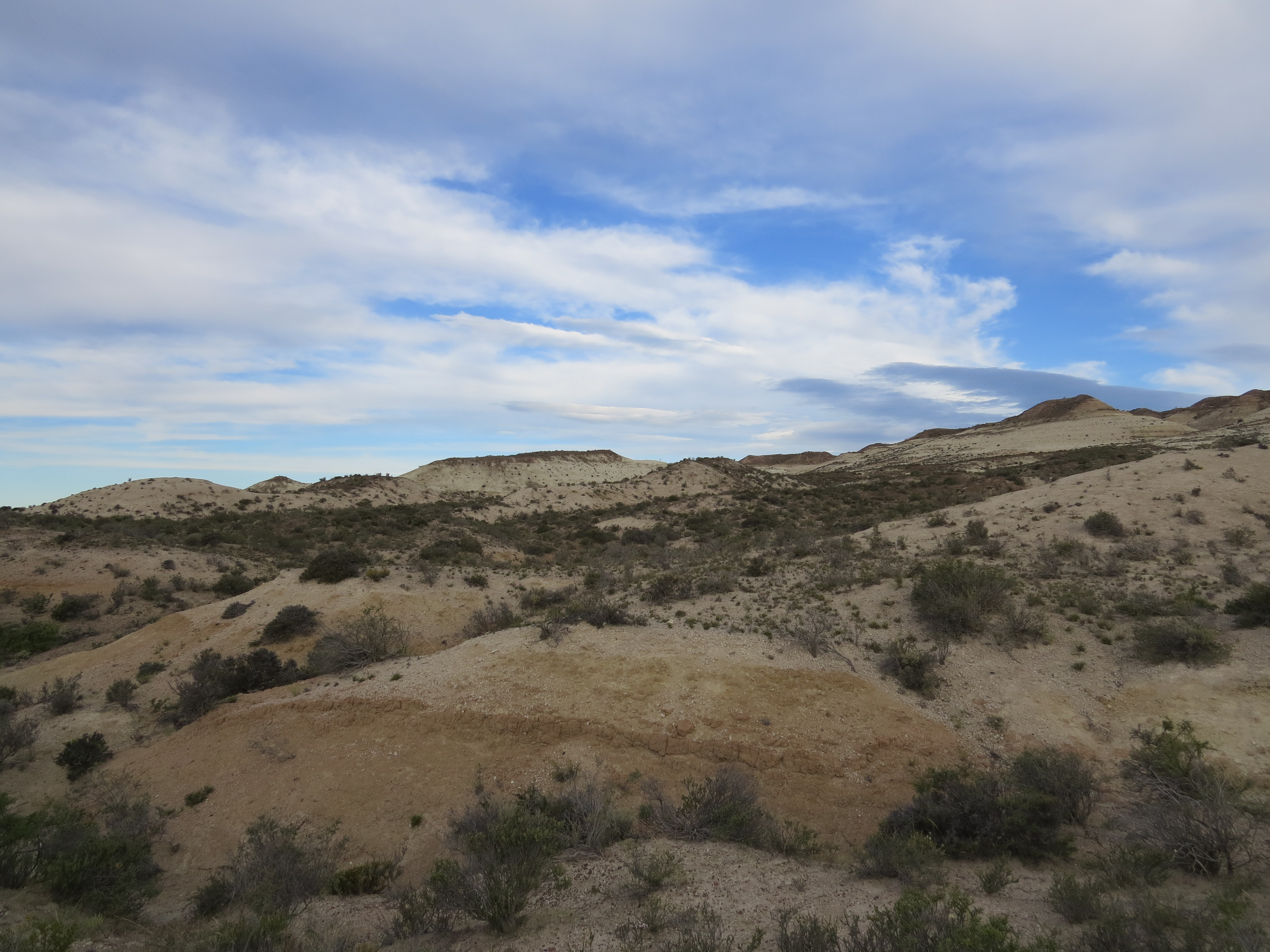
La estepa patagónica argentina, ejemplo de hábitat de la especie.

Se distribuye por la Patagonia del sur y suroeste de Argentina, tanto en las laderas andinas como en la costa atlántica (desde Neuquén y Río Negro hacia el sur hasta Santa Cruz) y extremo sur de Chile (noreste de Magallanes). Existen registros también en el suroeste de La Pampa, sur de Mendoza y norte de Tierra del Fuego.
Esta especie es considerada poco común en su hábitat natural, los matorrales áridos de las estepas patagónicas, hasta los 1200 m de altitud.

## Descripción
Llega a medir aproximadamente 19 cm de longitud y a pesar aproximadamente 29 g. No hay diferencia entre los sexos. Tiene un pico pardo grisáceo con la base de la mandíbula gris, iris pardo oscuro, frente, corona, lados del cuello y partes dorsales pardo grisáceo. Ceja blanquecina, auriculares castaño pálido, garganta y cuello por delante color blanquecino, pecho pardo grisáceo con manchas longitudinales blanquecinas, partes ventrales e infracobertoras caudales, anteado ocráceo, cobertoras alares pardo grisáceo, remiges pardo grisáceo con banda canela herrumbrosa, axilares blanquecinas, timoneras caudales con las dos plumas centrales pardo negruzco, el resto con base rojiza y la mitad distal negruzca y patas negruzcas.

## Comportamiento
Acostumbra frecuentar estepas arbustivas, es rápida de vuelos cortos y bajos donde busca su alimento en suelos o sobre arbustos, que consiste en semillas, frutas e insectos; llega a poner hasta 4 huevos de color blanco. En otoño acostumbra volar hacia el norte.

## Sistemática

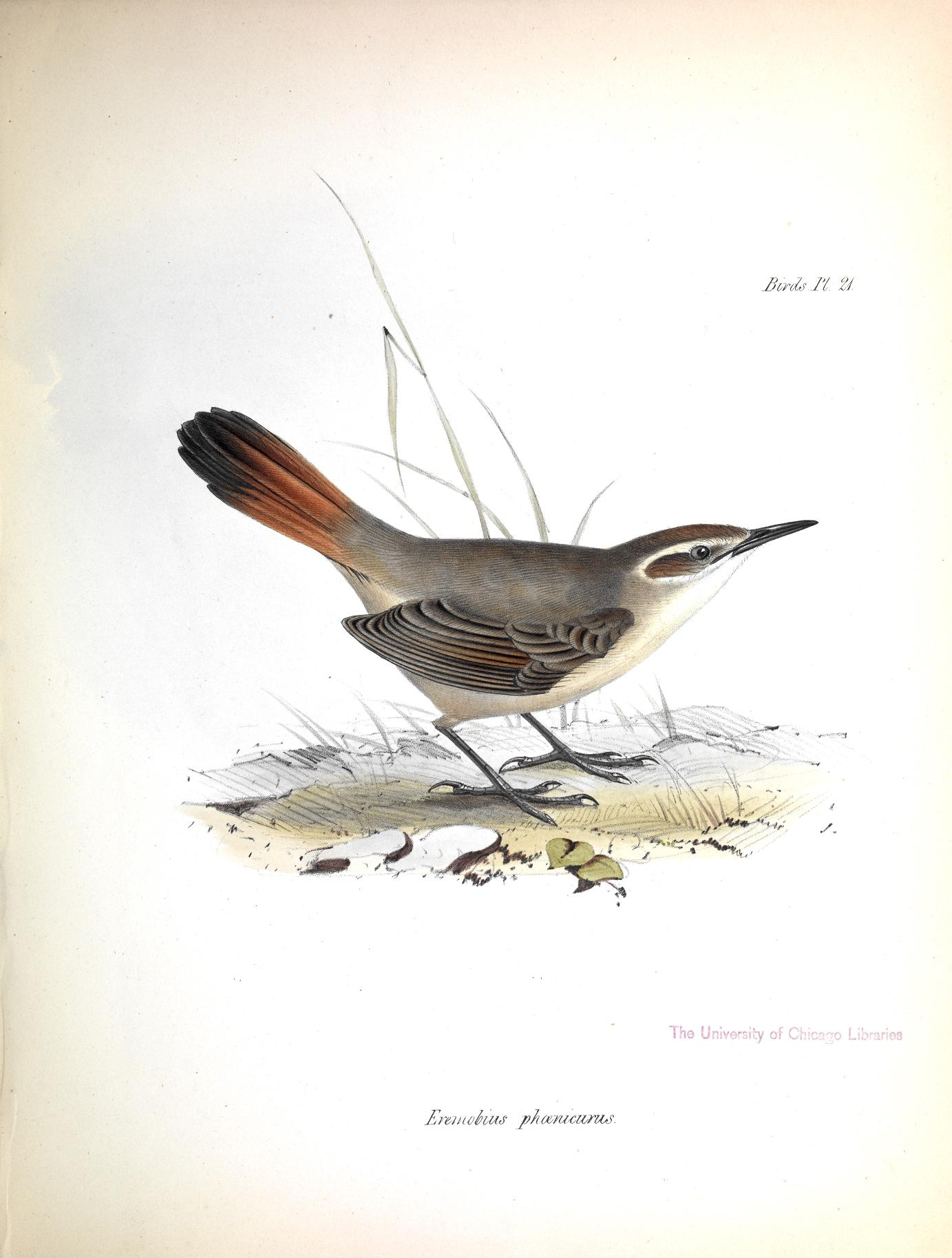
Eremobius phoenicurus, ilustración de Gould, para The zoology of the voyage of H.M.S. Beagle, 1841.

### Descripción original
La especie O. phoenicurus fue descrita por primera vez por el ornitólogo británico John Gould en 1839 bajo el nombre científico Eremobius phoenicurus; su localidad tipo es: «Puerto Deseado, San Julián y Santa Cruz, costa este de la Patagonia, Argentina».

### Etimología
El nombre genérico masculino «Ochetorhynchus» se compone de las palabras del griego «οχετος okhetos»: canal, conducto, surco; y «ῥυγχος rhunkhos»: pico; significando «con surco en el pico». y el nombre de la especie «phoenicurus», proviene del latín: colirrojo, de cola roja.

### Taxonomía
La presente especie era anteriormente colocada en un género monotípico Eremobius. Los estudios de  Chesser et al (2007) y Fjeldså et al (2007) encontraron que la presente especie, entonces llamada Eremobius phoenicurus estaba hermanada con la entonces llamada Upucerthia ruficaudus. Se recomendó la resurrección de Ochetorhynchus para ruficaudus (y andaecola) y que Eremobius y la entonces Chilia melanura fueran también incluidos. La Propuesta N° 324 al Comité de Clasificación de Sudamérica aprobó el restablecimento del género. Trabajos posteriores de Derryberry et al (2011) corroboraron los tratamientos taxonómicos expuestos.
Es monotípica.